# جون إيبسن
جون إيبسن (بالنرويجية البوكمول: Knud Ibsen)‏ هو شخصية أعمال نرويجي، ولد في 3 أكتوبر 1797 في شين في النرويج، وتوفي بنفس المكان في 24 أكتوبر 1877.